# EXIT TUNES PRESENTS Vocalocreation feat.初音ミク
『EXIT TUNES PRESENTS Vocalocreation feat.初音ミク』（エグジット・チューンズ・プレゼンツ ヴォカロクリエーション フィーチャリング・はつねミク）は、EXIT TUNESボカロコンピシリーズの第15弾となるVOCALOIDコンピレーション・アルバム。 2016年9月21日発売。
キャッチコピーは「それだけが明日の希望となった。希望はそれだけで意味を持った。」。

## 収録曲
1. すろぉもぉしょん ピノキオピー feat. 初音ミク
2. 祝福のメシアとアイの塔 ひとしずく×やま△ feat. 初音ミク・鏡音リン・鏡音レン・巡音ルカ・KAITO・MEIKO・GUMI・神威がくぽ・IA・MAYU
3. 世界を壊している Neru feat. 鏡音リン
4. エキシビション空中戦 ナユタン星人 feat. 初音ミク
5. 嫌われ者の詩 164 feat. GUMI
6. リヒト SCL Project (natsu P) feat. VanaN'Ice
7. メリュー n-buna feat. 初音ミク
8. Alice in 冷蔵庫 Orangestar feat. IA
9. 彼の王は泥より生まれた mothy_悪ノP feat. 鏡音レン
10. クイーンオブハート 奏音64 feat. 巡音ルカ
11. I Come to my senses sat (頑なP) feat. KAITO
12. フロイライン=ビブリォチカ nyanyannya(大天才P) feat. MEIKO
13. 揺籠×Infection やいり feat. MAYU
14. #誰かこの痛みに名前をつけてください CosMo@暴走P feat. 初音ミク・GUMI
15. KSGR地獄の刑 じーざすP (ワンダフル☆オポチュニティ) feat. 鏡音リン・鏡音レン
16. よあけのうぶごえ ふわりP feat. 初音ミク・鏡音リン・鏡音レン・巡音ルカ・KAITO・MEIKO・GUMI・神威がくぽ・IA・MAYU